# Jean II de Bourgogne
Pour les articles homonymes, voir Jean de Bourgogne, Jean de Chalon et Jean II.
Jean de Chalon ou de Bourgogne, voire de Montaigu (numéroté [II]), né vers 1340 et mort à Amance le 6 décembre 1373, est un seigneur de Montaigu et, par mariage, comte de Vaudémont et sire de Joinville de 1367 à 1373. Il est le dernier représentant mâle de la branche cadette des sires de Montaigu, issue de la maison de Chalon.

## Biographie

### Origines
Jean de Bourgogne appartient à la branche cadette des sires de Montaigu, issue de la maison de Chalon. Il est le descendant du sixième fils du comte Hugues de Bourgogne. Il est le fils d'Henri de Bourgogne († 1343), seigneur de Montroud et de Montaigu et de sa seconde épouse, Isabelle de Thoire-Villars.
Il a une sœur, Marguerite († av. 1400) qui épousera Thiébaud [VII] de Neufchâtel-Bourgogne, seigneur de Neuchâtel.

### Seigneur de Montaigu
En 1360, il combat les Anglais sous les ordres du duc de Bar Robert Ier.
En 1361, à la mort de Philippe Ier de Rouvres duc et comte de Bourgogne, il tente en vain de faire valoir ses droits sur le comté de Bourgogne, étant descendant par les mâles d'un frère du comte Othon IV. À la tête d'une armée, il envahit le comté, s'empare de Gray et de Jussey, mais doit s'incliner devant l'armée des barons francs comtois, restés fidèle à la comtesse Marguerite. En 1365, il est de nouveau cité auprès du duc de Bar.
Jean de Châlon fut un habile organisateur, et s'attacha à la reconstruction des domaines de son épouse, ravagés par la guerre de Cent Ans et de rétablir la fortune de son épouse, mise à mal par les luttes d'Henri V avec ses voisins. Malheureusement, il meurt au bout de six ans, sans postérité.
En 1371 et en 1372, il participe des expéditions en Guyenne contre les Anglais.

### Mort et succession
Jean de Bourgogne meurt à Amance le 6 décembre 1373. Mort sans descendance, il est le dernier représentant mâle de la branche cadette des sires de Montaigu.
Son corps est inhumé à l'abbaye de Faverney. Son épitaphe précise que le duc de Bourgogne Philippe le Hardi, fils du roi de France, Jean II, était présent à son enterrement.
Son testament est perdu.
Sa seconde épouse Marguerite de Joinville épouse l'année suivante Pierre († av. 1392), comte de Genève.

## Famille
Jean de Bourgogne épouse en premières noces, Marie de Châteauvillain († 1367), dame d'Arc-en-Barrois, fille de Jean III de Châteauvillain.
Veuf, il se remarie avec Marguerite de Joinville (1354 †1418), comtesse de Vaudémont et dame de Joinville, fille d'Henri, sire de Joinville et comte de Vaudémont, et de Marie fille de Jean Ier de Luxembourg-Ligny.
Elle n'avait que treize ans et son père venait de mourir, d'où l'urgence de lui trouver un protecteur suffisamment puissant et habile.[réf. nécessaire]